# Ивашева, Камилла Петровна
Ками́лла Петро́вна Ива́шева (урождённая Камиль Ле Дантю (фр. Le Dentu); 17 (29) июня 1808 год, Санкт-Петербург, Российская империя — 30 декабря 1839 года (11 января 1840 года), Туринск, Тобольская губерния, Российская империя) — жена декабриста Василия Петровича Ива́шева.

## Биография
Дочь гувернантки Мари-Сесиль в семье генерал-майора П. Н. Ива́шева. Сначала проживала вместе с матерью в доме Ивашевых, а впоследствии и сама стала гувернанткой (в Петербурге). В имении Ивашевых Камилла впервые увидела сына хозяев, Василия, блестящего кавалергардского офицера. Молодая девушка влюбилась в него, но огромная разница в социальном положении не позволила ей сделать даже намёка на любовные чувства.
Род Ле Дантю в России восходит к "Мари-Сесиль Вабль, родившейся в 1773 года в городе Руа (в Пикардии), и ее второму мужу Пьеру-Рене Ле-Дантю (1753, Париж – 1822, Петербург). Отец Мари-Сесиль, органист в местном соборе, дал дочери неплохое образование, которое она дополняла самообразованием. Она вполне прониклась общественными идеями, царившими в конце XVIII века во Франции, а революционные события закалили и выработали в ней энергию и мужество. Жизнь она понимала как труд. В таком духе Мари-Сесиль воспитала и своих детей. От первого брака с роялистом Вармо, погибшим на гильотине, Мари-Сесиль имела дочь Сидонию (1799–1869). Второй ее муж – Ле-Дантю – коммерсант и антиквар, вел крупную торговлю с Антильскими колониями (Мартиника и Гваделупа) и тоже участвовал в политической жизни Франции. Преследуемый при возвышении Наполеона за республиканские убеждения, он эмигрировал в Амстердам, где у него имелась недвижимость.
До 1812 г. семья Ле-Дантю жила в Петербурге. Глава семьи занимался торговлей, но приходилось постепенно распродавать ценности, и, в частности, картины старых мастеров.
В связи с вторжением наполеоновских войск в Россию в 1812 года, 60-летний Пьер-Рене и 40-летняя Мари-Сесиль с детьми благоразумно решили покинуть Петербург. На купленной парусной лодке они добрались по Волге до Симбирска и обосновались здесь. Мари-Сесиль попыталась создать в Симбирске французский пансион для благородных девиц. Но местные помещики предпочитали учить своих детей на дому. Так Мари-Сесиль попала гувернанткой в семью Петра Никифоровича Ивашева".
После осуждения Василия Ивашева на каторгу девушка приняла решение открыться в своих чувствах матери, которая сообщила об этом родителям осуждённого декабриста с предложением разделить судьбу своей дочери с судьбой каторжника. Родители Василия Ивашева и его родственники благосклонно отнеслись к благородному порыву девушки и сообщили об этом сыну, который «с чувством изумления и благодарности» ответил согласием.
Разрешение на поездку к жениху Камилла получила в сентябре 1830 года и в июне следующего года выехала в Сибирь, а в сентябре благополучно добралась в Петровский Завод. Через неделю после первого свидания, в доме Волконских, состоялась свадьба Василия и Камиллы. После свадьбы Ивашевым было разрешено месяц прожить в доме, построенном для Камиллы, а затем она перешла в каземат мужа.
В 1835 году Ивашев получает разрешение переехать с семьёй в Туринск Тобольской губернии.
В браке Камилла родила четверых детей (первенец Александр умер во младенчестве), а в 1838 году в Туринск на постоянное жительство приехала её мать, Мари-Сессиль (Marie-Cécile le Dentu). В это же время Василий Ивашев по проекту своего отца на присланные им деньги построил в Туринске дом для своей семьи. Счастливому браку Ивашевых не суждено было продлиться: в декабре 1839 года Камилла простудилась и умерла при преждевременных родах вместе с ребёнком, а Василий скончался ровно через год, в годовщину её похорон.
Памятник на их общей могиле до сих пор является одной из достопримечательностей Туринска.
Детям Ивашевых: Мария, Вера и Пётр, с бабушкой, в 1841 году было разрешено вернуться в Симбирскую губернию, в село Архангельское-Репьёвка, где они воспитывались у сестры их отца, Екатерины Петровны (в замужестве княгини Хованской), под фамилией Васильевы (по имени отца). По указу 1856 года им были возвращены фамилия и дворянство.
Впоследствии Мария, Вера и Пётр посвятили себя общественной деятельности. Наиболее известная из них — Мария Васильевна (в замужестве Трубникова), одна из первых русских феминисток и организаторов женского движения в Российской империи.

## Альтернативная версия истории любви
Сергей Эрлих в своей диссертации на соискание учёной степени доктора исторических наук «Декабристы в исторической памяти (2000—2014)», защищённой в 2015 году в Санкт-Петербургском институте истории РАН, высказал предположение, что «родственники Ивашева пытались утешить любимого сына, который, согласно мемуарным свидетельствам, впал на каторге в тоску. Решили найти приемлемую для его положения государственного преступника невесту. Вспомнили о лёгкой интрижке сына с дочерью гувернантки. Связались с матерью потенциальной суженой. Оговорили условия контракта (впоследствии всё имущество родителей Ивашева было завещано его супруге). Разработали романтическую легенду…».
В подтверждение своей версии Эрлих приводит два свидетельства товарищей Василия Ивашева по Читинскому острогу. Дмитрий Завалишин писал: «Мать Ивашева купила за 50 тысяч ему невесту в Москве, девицу из иностранок, Ледантю; <…> он всё путал в рассказе о ней товарищам и о происхождении её, и о наружности, а она, приехавши, бросилась на шею Вольфу, приняв его за своего жениха». При этом Эрлих оговаривает, что «свидетельства эксцентричного Завалишина многие исследователи отказываются принимать во внимание», и тут же приводит свидетельство «скромнейшего» Ивана Якушкина, никогда не замеченного в стремлении кого-либо опорочить: «Какие причины заставили m-lle Ledentu ехать добровольно в ссылку, чтобы быть женой Ивашева, трудно вполне определить. <…> В природе её не было ничего восторженного, что могло бы побудить её на такой поступок. Имея очень неблестящее положение в свете, выходя замуж за ссыльно-каторжного государственного преступника, она <…> вступала в знакомую ей семью, как невестка генерала Ивашева, богатого помещика. <…> Обеспечивалась её будущность и будущность её старушки матери».

## Ссылка
- Музей декабристов
- https://magazines.gorky.media/nj/2011/263/mihail-le-dantyu-i-ego-rodoslovnaya.html Архивная копия от 3 января 2022 на Wayback Machine